# Fire with Fire
"Fire with Fire" – pierwszy singel z trzeciego albumu amerykańskiej grupy pop dance Scissor Sisters zatytułowanego Night Work. Piosenka została wydana w Wielkiej Brytanii 20 czerwca 2010 roku. Utwór znalazł się na ścieżce dźwiękowej do gry FIFA 11, a także został wykorzystany jako czołówka w pierwszym sezonie greckiej wersji programu Mistrz Kuchni. Do singla nakręcono teledysk, który został wyreżyserowany przez Philipa Andelmana
.

## Lista utworów
CD single
1. "Fire with Fire" – 4:19
2. "Invisible Light" (Siriusmo Remix) – 4:32

UK 12" vinyl
1. "Fire with Fire" – 4:19
2. "Fire with Fire" (Rory Philips Remix)
3. "Fire with Fire" (a cappella)

UK iTunes EP
1. "Fire with Fire" – 4:19
2. "Fire with Fire" (Digital Dog Radio Remix) – 2:42
3. "Invisible Light" (US 12") – 7:25

Official remixes
1. "Fire with Fire" (album version) – 4:19
2. "Fire with Fire" (Digital Dog Club Mix) – 5:30
3. "Fire with Fire" (Rauhofer Reconstruction Mix) – 8:51
4. "Fire with Fire" (Digital Dog Dub) – 6:16
5. "Fire with Fire" (Digital Dog Radio Edit) – 2:42
6. "Fire with Fire" (radio edit) – 3:41

## Notowania
| Lista (2010)                        | Najwyższa pozycja |
| ----------------------------------- | ----------------- |
| Austrian Singles Chart              | 24                |
| Belgian Flanders Singles Chart      | 48                |
| Belgian Wallonia Singles Chart      | 11                |
| European Hot 100 Singles            | 29                |
| Dutch Singles Chart                 | 97                |
| German Singles Chart                | 51                |
| Irish Singles Chart                 | 16                |
| Portugal Singles Top 50             | 2                 |
| Swedish Singles Chart               | 36                |
| Schweizer Hitparade                 | 54                |
| UK Singles Chart                    | 11                |
| US Hot Dance Club Songs (Billboard) | 1                 |